# 白山下站
白山下站（日语：／ Hakusanshita eki */?）是位於石川縣石川郡鳥越村河原山（現時：白山市河原山町），北陸鐵道金名線的鐵路車站（廢站）。在1987年（昭和62年），隨著金名線許廢除時成為廢站。

## 歷史
- 1926年（大正15年）2月1日：金名鐵道加賀廣瀨站（後來名為廣瀨站）至此站之間開通[1][3]，此站啟用[7]。當時此站設有閉塞，站長也常駐此站[8]。
- 1937年（昭和12年）10月25日（通知）：由於貨運量增加，站內配線和站舍等建築物有所變更[8]。
- 1943年（昭和18年）10月13日：金名鐵道合併為北陸鐵道[4]，成為北陸鐵道金名線車站。
- 1970年（昭和45年）4月1日：當日起，釜清水站至此站之間的閉塞改為路籤閉塞式（同日日間時帶取消所有列車班次）。在數日後，此站無人化[8]。
- 1983年（昭和58年）10月31日：由於暴雨，使大日川橋樑橋腳周邊的基岩倒塌，大日川站至白山下之間暫停營業，此站也暫停營業。
- 1984年（昭和59年）
  - 3月11日：暫停的路段重開，此站重開。
  - 12月12日：由於手取川橋樑（日语：金名橋）處於一個危險狀態。當天起加賀一之宮至白山下之間的金名線全線暫停營業，此站也暫停營業[1][9]。
- 1987年（昭和62年）4月29日：金名線在沒有重開情況下全線廢除，此站也被廢除[7][1][5][6][9]。

## 車站構造

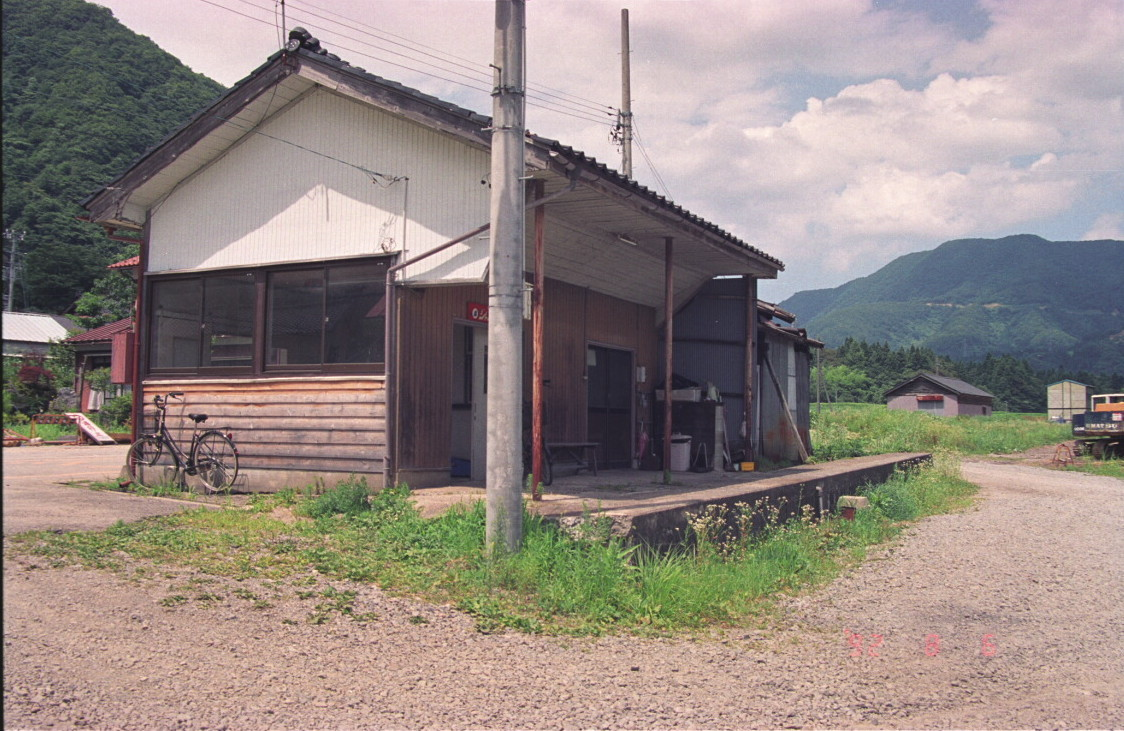
ホーム側（白山下駅）

在站舍正前方設有1面1線的單式月台。另外設有1條側線，該側線可用作機走線。
在1984年金名線暫停營業前，此站是前往白山山腳巴士的中轉站。在登山季節會有許多白山登山客到訪此站。後來車站開始衰退，並且再沒有巴士路線停靠此站。
在1984年，一日平均上下車人次為92人。

## 現狀
站舍和月台在金名線廢除後還存在。站舍成為巴士乘務員夜間住宿的地方，在延長路線後，該處變成無人狀態。路軌遺址變成單車徑石川縣道302號手取川單車道線（手取Canyon Road）。後來站舍在2008年被拆毀。在2009年，於舊白山下站設置了免費休憩處「Cycle Station白山下」（不同團體與大眾媒體對於該處理的文字有一些差別）。
在2021年10月，當地女性居民在「Cycle Station白山下」內開設咖啡廳「媽媽之站Cafe」。只限星期日營業。在下雪期（12月至3月之間）與插秧期間的4月暫停營業。

## 相鄰車站
北陸鐵道
金名線
三屋野－白山下

## 注腳
1. 1 2 3 4 5 6 7 8  安田・松本 2017，第48頁.
2. ↑  うらら白山人 白山下サイクルステーション （页面存档备份，存于）（日語） - 白山市觀光聯盟
3. 1 2  朝日 2011，第18頁.
4. 1 2  朝日 2011，第19頁.
5. 1 2 3 4 5 6  . 北國新聞. 2021-09-27  [2022-01-05]. （原始内容存档于2021-09-27） （日语）.
6. 1 2 3 4 5 6  . 北陸中日新聞Web. 2021-11-29  [2022-01-05]. （原始内容存档于2021-11-29） （日语）.
7. 1 2  今尾惠介. . 日本: 新潮社. 2008年10月18日: 32. ISBN 9784107900241.
8. 1 2 3 4 5  RM LIBRARY 231 北陸鉄道金名線（寺田裕一，著：Neko出版　2018年11月1日初版）p.36 - 37
9. 1 2  朝日 2011，第25頁.
10. ↑  安田・松本 2017，第49頁.
11. ↑  安田・松本 2017，第50-51頁.
12. ↑  . テレビ金沢. 2009-07-12  [2022-01-05]. （原始内容存档于2024-04-26） （日语）.

## 相關項目
- 日本鐵路車站列表 Ha